# Stazione di Baragiano-Ruoti
La stazione di Baragiano-Ruoti è una stazione ferroviaria ubicata sulla ferrovia Battipaglia-Potenza-Metaponto, a servizio dei comuni di Baragiano e Ruoti e situata nella frazione Baragiano Scalo.

## Storia
La stazione, in origine denominata solamente "Baragiano", entrò in funzione il 6 novembre 1877 contestualmente all'attivazione del tratto Balvano-Baragiano della linea ferroviaria per Potenza.
Nel 1936 assunse la denominazione di "Baragiano-Ruoti".

## Strutture e impianti
La stazione è dotata di un fabbricato viaggiatori, un tempo sede dei servizi di stazione ma chiuso dopo l'automatizzazione degli impianti conseguente alla ristrutturazione ed elettrificazione della linea. Oggi non fornisce alcun servizio attivo per i passeggeri, sebbene siano presenti bar e tabacchi nell'edificio adiacente alla stazione.
Il piazzale è composto da tre binari per servizio viaggiatori muniti di banchina con una passerella e privi di sottopassaggi, oltre a diversi tronchini e due binari per una rimessa, utilizzata in passato per le locomotive a vapore.

## Movimento
Nella stazione fermano solo treni regionali, con destinazioni Salerno, Potenza Centrale, Napoli Centrale e Taranto, oltre ad alcuni autobus.